# Shikarpur (Distrikt)

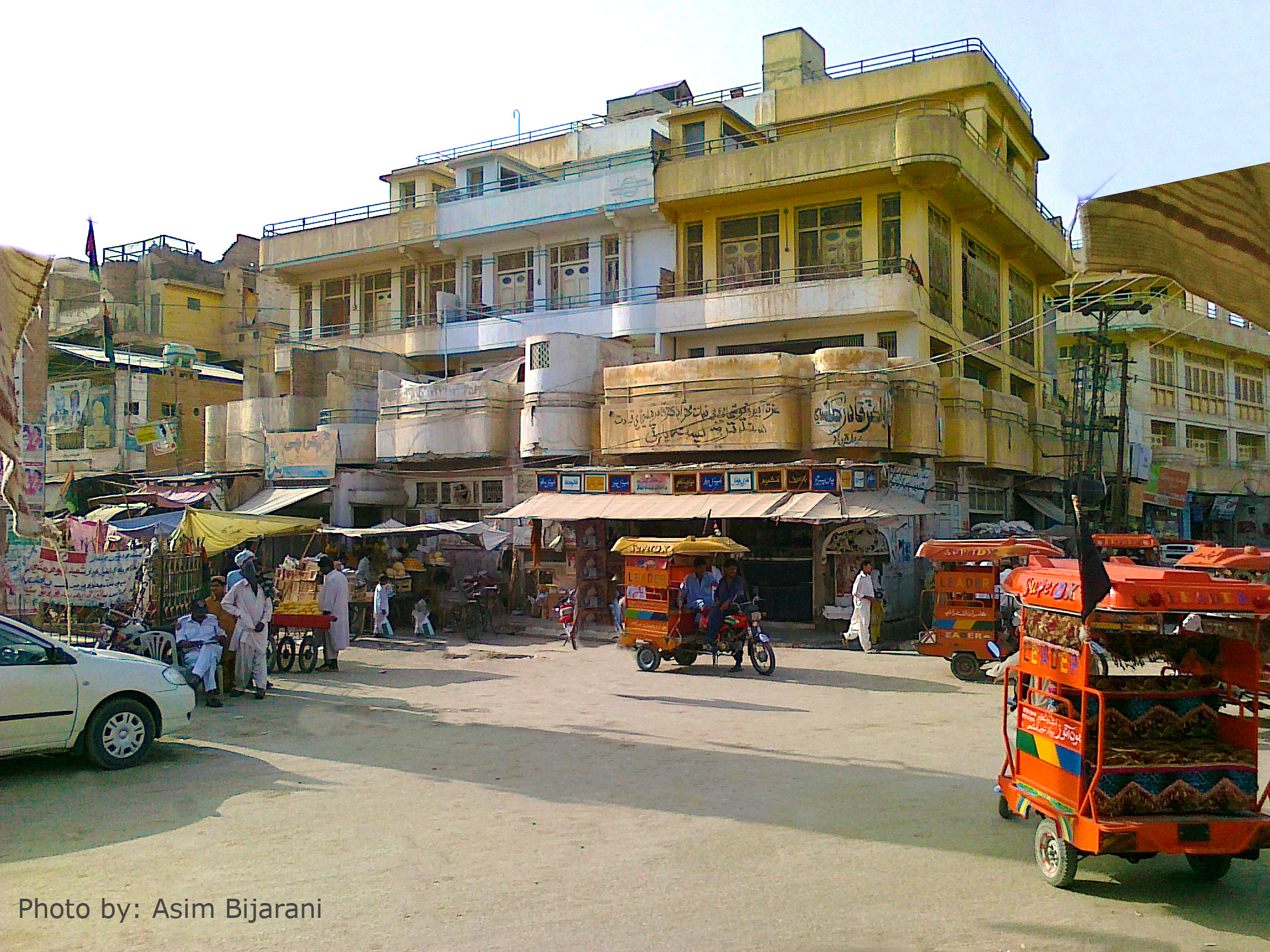
Stadt Shikarpur

Der Distrikt Shikarpur ist ein Verwaltungsdistrikt in Pakistan in der Provinz Sindh. Sitz der Distriktverwaltung ist die gleichnamige Stadt Shikarpur.
Der Distrikt hat eine Fläche von 2515 km² und nach der Volkszählung von 2017 1.231.481 Einwohner. Die Bevölkerungsdichte beträgt 490 Einwohner/km². Im Distrikt wird zur Mehrheit die Sprache Sindhi gesprochen.

## Lage
Der Distrikt befindet sich im Norden der Provinz Sindh, die sich im Südosten von Pakistan befindet. Der Indus durchfließt den Distrikt im Osten. 

## Verwaltungsgliederung
Der Distrikt ist administrativ in fünf Tehsil unterteilt:
- Garhi Yasin
- Khanpur
- Lakhi
- Shikarpur
- Pir Buksh Shujrah

## Demografie
Zwischen 1998 und 2017 wuchs die Bevölkerung um jährlich 1,78 %. Von der Bevölkerung leben ca. 25 % in städtischen Regionen und ca. 75 % in ländlichen Regionen. In 207.555 Haushalten leben 634.985 Männer, 596.477 Frauen und 19 Transgender, woraus sich ein Geschlechterverhältnis von 106,5 Männer pro 100 Frauen ergibt und damit einen für Pakistan häufigen Männerüberschuss.
Die Alphabetisierungsrate in den Jahren 2014/15 bei der Bevölkerung über 10 Jahren liegt bei 45 % (Frauen: 29 %, Männer: 60 %) und damit unter dem Durchschnitt der Provinz Sindh von 60 %.
| Jahr | Einwohnerzahl |
| ---- | ------------- |
| 1972 | 530.551       |
| 1981 | 596.409       |
| 1998 | 880.438       |
| 2017 | 1.231.481     |